# Antoine Sibierski
Antoine Sibierski (* 5. August 1974 in Lille, Frankreich) ist ein ehemaliger französischer Fußballspieler. Obwohl er gewöhnlicherweise auf der zentralen Mittelfeldposition die Spielmacherrolle ausfüllte, war Sibierski auch als Stürmer einsetzbar – sowohl in vorderster Reihe als auch als „zurückhängende Sturmspitze“.

## Sportlicher Werdegang

### OSC Lille
Sibierski begann die fußballerische Laufbahn in seiner Heimat beim OSC Lille und entwickelte sich in der vierjährigen Profizeit zwischen 1992 und 1996 zu einem zentralen Spieler der Mannschaft. Im Alter von 18 Jahren debütierte er am 17. Oktober 1992 gegen Sporting Toulon und mit seinen insgesamt 97 Einsätzen in der Division 1 und 17 Toren war er als Spieler mit der Nummer 10 im offensiven Mittelfeld ein wichtiges Kreativelement der Mannschaft. Im Sommer 1996 krönte er seine Leistungen zum Abschluss seiner Karrierestation in Lille mit der Olympiateilnahme in Atlanta. Zuvor hatte er am 9. Juni 1996 einen Vierjahresvertrag beim amtierenden französischen Meister AJ Auxerre unterschrieben und somit seine Ambitionen untermauert. Obwohl lange der FC Metz und der RC Lens um die Dienste Sibierskis mitgeboten hatten, spielte vor allem auch die Aussicht auf eine Teilnahme an der Champions League eine wichtige Rolle bei der Vereinswahl.

### AJ Auxerre
In der von Guy Roux betreuten Mannschaft sollte Sibierski die Nachfolge des zu Deportivo La Coruña abgewanderten Corentin Martins antreten und konnte sich in der Saison 1996/97 in der neuen Mannschaft bewähren. Dabei zog er mit dem AJ Auxerre bis ins Viertelfinale der Champions League vor und schied dort gegen Borussia Dortmund aus. Im September 1997 wurde er bei einer Dopingkontrolle positiv auf Nandrolon getestet. Gegen die sechsmonatige Sperre legte er aber Widerspruch ein und im Februar 1998 wurde er wegen wissenschaftlicher Zweifel freigesprochen. Zum Ende der Spielzeit verkaufte ihn die Vereinsführung an den FC Nantes.

### FC Nantes
In Nantes fand Sibierski vor allem im zweiten Jahr zu alter Stärke zurück, gewann im Jahre 2000 den französischen Pokal – er erzielte im Endspiel gegen Calais RUFC beide Tore seiner Canaris – und schoss zudem im UEFA-Pokal in der Saison 1999/2000 vier Tore in sechs Spielen; in der dritten Runde scheiterte sein Verein am FC Arsenal. Daneben übertraf er in dieser Spielzeit mit 13 Ligatreffern seine bis dato beste Saisonleistung deutlich.

### RC Lens
Sibierski wechselte anschließend zum RC Lens, der zwei Jahre zuvor die französische Meisterschaft gewonnen hatte und kurz zuvor im UEFA-Pokal-Halbfinale nur knapp am FC Arsenal gescheitert war. Seine dreijährige Karrierestation in Lens begann enttäuschend, da in der ersten Saison der Abstieg nur knapp vermieden werden konnte. Die Entwicklung kehrte nur ein Jahr später ins Positive um und Sibierski gewann mit seinem Team die französische Vizemeisterschaft. Während seiner Zeit in Lens wurde Sibierski zum Mannschaftskapitän.

### Manchester City
Für eine Ablösesumme von einer Million Euro verpflichtete Kevin Keegan im August 2003 Sibierski als potentiellen Nachfolger des abwanderungswilligen Eyal Berkovic – der schließlich aber noch bis 2004 im Verein verblieb. Bereits bei seinem Debüt gegen Charlton Athletic erzielte er seinen ersten Treffer für City, aber in der Folgezeit sollten die Verpflichtungen von Steve McManaman und Claudio Reyna zusätzlichen Druck auf Sibierski ausüben. Er kam daher vornehmlich als Einwechselspieler zum Zuge und stand in nur 18 von 33 Partien in der Startelf – dabei gelangen ihm fünf Treffer. In der Saison 2005/06 kämpfte er lange um die Verlängerung seines Vertrages. Dabei hatte er sich in der Spielzeit zuvor in die Stammformation zurückgespielt, nun aber wieder in 12 von 24 Spielen als Einwechselspieler fungiert. Trotzdem einigte sich Sibierski mit dem Verein am Ende auf eine einjährige Vertragsverlängerung bis Sommer 2007.

### Newcastle United
Dessen ungeachtet verhandelte die Vereinsführung von Manchester City im Vorfeld der Saison 2006/07 mit dem RC Lens um eine Verpflichtung des hoch gehandelten Mittelfeldspielers Olivier Thomert innerhalb eines Tauschgeschäfts mit Sibierski, bevor dann Newcastle United am letzten Tag der Transferperiode am 31. August 2006 – nur zwei Stunden und zwanzig Minuten vor Fristablauf – Sibierski verpflichtete. In der Anhängerschaft der „Magpies“ wurde diese Personalie zunächst mit Skepsis betrachtet, da die Käufe von Michael Owen, Scott Parker und Emre aus der Vorsaison auch nun hochkarätigere Verpflichtungen erwarten ließen.
Bei seinem ersten Spiel für Newcastle United schoss er in einer UEFA-Pokal-Erstrundenbegegnung gegen Levadia Tallinn auf Anhieb ein Tor. In der englischen Meisterschaft kam er am 17. September 2006 gegen West Ham United zu seinem Einstand und ließ sein erstes Ligator bei 1:0-Sieg gegen den FC Portsmouth folgen. Vor allem seine insgesamt vier Tore in sieben Spielen auf europäischer Bühne ließen die anfänglichen Zweifler verstummen und Sibierski wurde immer mehr zu einem wichtigen Bestandteil der Mannschaft. Da die „Magpies“ mit großen Verletzungsproblemen zu kämpfen hatten, überzeugte er vor allem durch seine Vielseitigkeit, die er dadurch demonstrierte, dass er je nach taktischer Ausrichtung an der Seite von Obafemi Martins stürmte oder im 4-5-1-System die Rolle des offensiven Mittelfeldspielers bekleidete.
Trotz dieser positiven Entwicklung konnten sich Spieler und Verein jedoch nicht auf eine Vertragsverlängerung einigen, da Sibierski auf einem Zweijahresvertrag bestand, die Klubführung jedoch nur eine Verlängerung um eine weitere Saison offerierte.

### Wigan Athletic
Sibierski wechselte schließlich am 4. Juni 2007 ablösefrei zu Wigan Athletic, wo er den gewünschten Zweijahresvertrag erhielt. Dort führte er sich in den ersten drei Meisterschaftsspielen mit jeweils einem Tor gut in die neue Mannschaft ein. Sein letztes Ligaspiel absolvierte er am 28. Februar 2009 gegen den FC Chelsea.

## Erfolge
- Französischer Pokalsieger: 2000
- Französischer Supercup-Gewinner: 1999
- UI-Cup-Sieger: 2006